# Молчанов Порфирій Устинович
Порфи́рій Усти́нович Молча́нов (12 (24) лютого 1863, Харків — 13 квітня, 1945, Одеса) — український композитор і педагог.

## З життєпису
1887 року закінчив Петербурзьку консерваторію (класи композиції М. Римського-Корсакова та А. Лядова).
З 1888 викладав музично-теоретичні дисципліни в музичних класах (згодом музичне училище) в Одесі.
Наприкінці 1892 року надіслав Петру Чайковському свою оркестрову роботу, 4 лютого 1893 року в Одесі Чайковський на концерті Російського музичного товариства виконав її.
З 1926 року професор Одеського музично-драматичного інституту (з 1934 консерваторія). Його музична діяльність довгі роки (до епохи Вітольда Малішевського; 1908-1921) була основою одеської музичної теоретичної школи. Викладав композицію, контрапункт та фугу — поліфонію, основуючи свій курс навчання на програмах, наближених до консерваторських. Завідував кафедрою теорії музики та композиції Одеської консерваторії  у 1941-1944.
Його твори: 2 симфонії, скерцо для симфонічного оркестру, кантата, струнний секстет. 1891 року відредагував клавір опери «Катерина» Миколи Аркаса.